# 宋麟
宋麟，明朝人，是一名明朝政治人物。
宋麟曾于洪武二十二年接替耿维宁任兴化府知府一职，洪武二十五年由周文寿接任。